# フロレスタ (ドーナツ店)
フロレスタ (Floresta) は、日本国内で展開しているドーナツ専門店である。
ここでは、2013年（平成25年）現在のフランチャイズを運営している株式会社フロレスタについても記述する。

## 概要
アレルギー体質の人に配慮したネイチャードーナツ（天然素材のドーナツ）を販売している。
保存料や防腐剤などは使用せず、天然素材の吟味・味の追求を目指しており、「ネイチャードーナツよりおいしいドーナツを知っている方は教えてください」とのキャッチコピーを打ち出している。
ドーナツは常時10種類ほど店頭に並び、上記のネイチャーに加えてシュガー、シナモン、チョコレートなどの定番ドーナツの他、気まぐれドーナツとしてクランベリーやお茶、かぼちゃなどの季節限定ドーナツもある。購入したドーナツを食べながらコーヒーや紅茶を飲める、イートインスペースが併設されている店舗もある。

## 沿革
2002年（平成14年）に前田利安・ゆり子夫妻により、「まえだのドーナツ」として奈良県内での実演販売を開始。2004年（平成16年）にネットショップを開設すると同時に、店名も「フロレスタ」に改名した。なお、「フロレスタ」とはポルトガル語で「森」を意味する。
2006年（平成18年）に奈良市へ実店舗（現・奈良本店）を設けた翌年には、株式会社マイダスへのれん分けという形でフランチャイズ事業を譲渡する。2015年（平成27年）現在、奈良本店・西大寺店以外は株式会社フロレスタにより、姉妹店としてフランチャイズ運営・展開されている。
- 2002年（平成14年）3月 - 「まえだのドーナツ」として事業を開始。
- 2004年（平成16年）
  - 11月 - ブランド名を「フロレスタ（Floresta）」に変更。
  - 12月 - アジア太平洋トレードセンターで実演販売を開始。
- 2005年（平成17年）2月 - インターネット通販を開始。
- 2006年（平成18年）10月 - 近鉄奈良駅付近で店舗販売を開始。
- 2007年（平成19年）9月 - 苦楽園店（のれんわけ直営店舗1号店・西宮市）をオープン。
- 2008年（平成20年）
  - 2月 - 神戸トアロード店（フランチャイズ1号店・神戸市）をオープン。
  - 8月 - ジャズドリーム長島店（フランチャイズ東海1号店・桑名市）をオープン。
- 2009年（平成21年）
  - 3月 - 高知インター店（フランチャイズ四国1号店・高知市）をオープン。
  - 7月 - 三宿池尻店（フランチャイズ東京1号店・世田谷区）をオープン。
  - 9月 - 西大寺店（奈良本店直営店）をオープン。
  - 9月 - 岡山店（フランチャイズ中国1号店・岡山市）をオープン。
  - 11月 - くまもと光の森店（フランチャイズ九州1号店・菊陽町）をオープン。
- 2010年（平成22年）2月 - 恵庭店（フランチャイズ北海道1号店・恵庭市）をオープン。
- 2013年（平成25年）ハワイ支社設立
- 2014年（平成26年）4月 - （アラモアナ店・パールリッジ店・モアナルア９９店）ハワイ店をオープン[2]、K-ZOOラジオなどで紹介される。
- 2020年（令和2年）6月 - コメ卸の神明を中核とする神明ホールディングスが発行済み株式の80%を取得し、同社グループ傘下に[3]。

## 店舗
近畿地方を中心に全国展開している。その他、大丸や阪急百貨店、阪神百貨店などの百貨店や複合商業施設へ、期間限定の催事出店を行う場合もある。